# Balmaceda modesta
Balmaceda modesta là một loài nhện trong họ Salticidae.
Loài này thuộc chi Balmaceda. Balmaceda modesta được Władysław Taczanowski miêu tả năm 1878.